# Cosimo Bolognino
Cosimo Bolognino (Siderno, 1959. január 30. –) olasz nemzetközi labdarúgó-játékvezető.

## Pályafutása

### Nemzeti játékvezetés
1993-ban lett a Serie A játékvezetője. Az aktív nemzeti játékvezetéstől 2004-ben vonult vissza. Serie A mérkőzéseinek száma: 139.

### Nemzetközi játékvezetés
Az Olasz labdarúgó-szövetség Játékvezető Bizottsága (JB) terjesztette fel nemzetközi játékvezetőnek, a Nemzetközi Labdarúgó-szövetség (FIFA) 1999-től tartotta nyilván bírói keretében. Több nemzetek közötti válogatott és klubmérkőzést vezetett, vagy működő társának partbíróként, illetve 4. bíróként segített. Az olasz nemzetközi játékvezetők rangsorában, a világbajnokság-Európa-bajnokság sorrendjében többedmagával a 36. helyet foglalja el 2 találkozó szolgálatával. Az aktív nemzetközi játékvezetéstől 2004-ben a FIFA 45 éves korhatárát elérve búcsúzott. Válogatott mérkőzéseinek száma: 8.

#### Labdarúgó-Európa-bajnokság
Az európai-labdarúgó torna döntőjéhez vezető úton Portugáliába a XII., a 2004-es labdarúgó-Európa-bajnokságra az UEFA JB játékvezetőként foglalkoztatta.

##### 2004-es labdarúgó-Európa-bajnokság

###### Selejtező mérkőzés
| Időpont           | Helyszín                      | Mérkőzés típusa           | Mérkőzés               | Eredmény | Nézők száma |
| ----------------- | ----------------------------- | ------------------------- | ---------------------- | -------- | ----------- |
| 2002. október 16. | Windsor Park Stadion, Belfast | előselejtező (6. csoport) | Észak-Írország–Ukrajna | 0 : 0    | 9 288       |
| 2003. október 11. | Francia Stadion, Saint-Denis  | előselejtező (1. csoport) | Franciaország–Izrael   | 3 : 0    | 57 000      |

## Sportvezetőként
Aktív pályafutását befejezve a nemzeti JB és az UEFA JB ellenőreként szolgál.